# Clayton Lewis
Clayton Rhys Lewis (ur. 12 lutego 1997 w Wellington) – nowozelandzki piłkarz występujący na pozycji pomocnika w nowozelandzkim klubie Wellington Phoenix.

## Kariera klubowa

### Wanderers SC
1 lipca 2014 podpisał kontrakt z klubem Wanderers SC. Zadebiutował 22 listopada 2014 w meczu New Zealand Premiership przeciwko WaiBOP United (0:3), w którym zdobył swoją pierwszą bramkę.

### Auckland City
1 lipca 2015 przeszedł do drużyny Auckland City. Zadebiutował 1 listopada 2015 w meczu Charity Cup przeciwko Team Wellington (3:0). W New Zealand Premiership zadebiutował 8 listopada 2015 w meczu przeciwko Waitakere United (4:0). Pierwszą bramkę zdobył 22 listopada 2015 w meczu ligowym przeciwko Wellington Phoenix Reserves (1:3). 10 grudnia 2015 zadebiutował w meczu klubowych mistrzostw świata przeciwko Sanfrecce Hiroszima (2:0). 10 kwietnia 2016 zadebiutował w meczu fazy grupowej Ligi Mistrzów OFC przeciwko Solomon Warriors (4:0).

### Scunthorpe United
28 września 2017 podpisał kontrakt z zespołem Scunthorpe United. Zadebiutował 31 października 2017 w meczu EFL Trophy przeciwko Doncaster Rovers (1:1 k. 3:2), w którym zdobył swoją pierwszą bramkę. W EFL League One zadebiutował 25 listopada 2017 w meczu przeciwko Charlton Athletic (2:0).

### Auckland City
1 lipca 2019 przeszedł do klubu Auckland City. Zadebiutował 16 listopada 2019 w meczu New Zealand Premiership przeciwko Hamilton Wanderers (0:5). Pierwszą bramkę zdobył 11 stycznia 2020 w meczu ligowym przeciwko Waitakere United (2:6). W sezonie 2019/20 jego zespół zajął pierwsze miejsce w tabeli zdobywając mistrzostwo Nowej Zelandii.

### Wellington Phoenix
23 października 2020 podpisał kontrakt z drużyną Wellington Phoenix. Zadebiutował 2 stycznia 2021 w meczu A-League przeciwko Sydney FC (1:2).

## Kariera reprezentacyjna

### Nowa Zelandia U-17
W 2013 roku otrzymał powołanie do reprezentacji Nowej Zelandii U-17 na Mistrzostwa Świata U-17 2013.

### Nowa Zelandia U-20
W 2014 roku otrzymał powołanie do reprezentacji Nowej Zelandii U-20. Zadebiutował 4 maja 2014 w meczu towarzyskim przeciwko reprezentacji Fidżi U-20 (5:0), w którym zdobył swoją pierwszą bramkę. W maju 2015 otrzymał powołanie na Mistrzostwa Świata U-20 2015. Na Mundialu U-20 2015 zadebiutował 30 maja 2015 w meczu fazy grupowej przeciwko reprezentacji Ukrainy U-20 (0:0). W maju 2017 otrzymał powołanie na Mistrzostwa Świata U-20 2017. Na Mundialu U-20 2017 zadebiutował 22 maja 2017 w meczu fazy grupowej przeciwko reprezentacji Wietnamu U-20 (0:0).

### Nowa Zelandia U-23
W 2015 roku otrzymał powołanie do reprezentacji Nowej Zelandii U-23. Zadebiutował 3 lipca 2015 w meczu eliminacji do Igrzysk Olimpijskich 2015 przeciwko reprezentacji Wysp Salomona U-23 (2:0). Pierwszą bramkę zdobył 24 września 2019 w meczu eliminacji do Igrzysk Olimpijskich 2019 przeciwko reprezentacji Samoa Amerykańskiego U-23 (12:0), w którym zdobył dwie bramki.

### Nowa Zelandia
W 2015 roku otrzymał powołanie do reprezentacji Nowej Zelandii. Zadebiutował 31 marca 2015 w meczu towarzyskim przeciwko reprezentacji Korei Południowej (1:0). W 2017 otrzymał powołanie na Puchar Konfederacji 2017. W Pucharze Konfederacji 2017 zadebiutował 21 czerwca 2017 w meczu fazy grupowej przeciwko reprezentacji Meksyku (2:1).

## Statystyki

### Klubowe
(aktualne na dzień 14 marca 2021)
| Klub               | Sezon              | Liga                    | Liga  | Liga   | Puchar kraju | Puchar kraju | Puchar ligi | Puchar ligi | OFC   | OFC    | Inne  | Inne   | Suma  | Suma   |
| Klub               | Sezon              | Liga                    | Mecze | Bramki | Mecze        | Bramki       | Mecze       | Bramki      | Mecze | Bramki | Mecze | Bramki | Mecze | Bramki |
| ------------------ | ------------------ | ----------------------- | ----- | ------ | ------------ | ------------ | ----------- | ----------- | ----- | ------ | ----- | ------ | ----- | ------ |
| Wanderers SC       | 2014/15            | New Zealand Premiership | 11    | 3      | 0            | 0            | –           | –           | –     | –      | –     | –      | 11    | 3      |
| Wanderers SC       | Ogólnie            | Ogólnie                 | 11    | 3      | 0            | 0            | 0           | 0           | 0     | 0      | 0     | 0      | 11    | 3      |
| Auckland City      | 2015/16            | New Zealand Premiership | 15    | 3      | 0            | 0            | –           | –           | 5     | 3      | 2     | 0      | 22    | 6      |
| Auckland City      | 2016/17            | New Zealand Premiership | 14    | 5      | 0            | 0            | –           | –           | 6     | 3      | 1     | 0      | 21    | 8      |
| Auckland City      | Ogólnie            | Ogólnie                 | 29    | 8      | 0            | 0            | 0           | 0           | 11    | 6      | 3     | 0      | 43    | 14     |
| Scunthorpe United  | 2017/18            | EFL League One          | 4     | 0      | 0            | 0            | 2           | 1           | –     | –      | –     | –      | 6     | 1      |
| Scunthorpe United  | 2018/19            | EFL League One          | 15    | 0      | 0            | 0            | 2           | 0           | –     | –      | –     | –      | 17    | 0      |
| Scunthorpe United  | Ogólnie            | Ogólnie                 | 19    | 0      | 0            | 0            | 4           | 1           | 0     | 0      | 0     | 0      | 23    | 1      |
| Auckland City      | 2019/20            | New Zealand Premiership | 13    | 2      | 0            | 0            | –           | –           | 2     | 0      | –     | –      | 15    | 2      |
| Auckland City      | Ogólnie            | Ogólnie                 | 13    | 2      | 0            | 0            | 0           | 0           | 2     | 0      | 0     | 0      | 15    | 2      |
| Wellington Phoenix | 2020/21            | A-League                | 10    | 0      | 0            | 0            | –           | –           | –     | –      | –     | –      | 10    | 0      |
| Wellington Phoenix | Ogólnie            | Ogólnie                 | 10    | 0      | 0            | 0            | 0           | 0           | 0     | 0      | 0     | 0      | 10    | 0      |
| Ogólnie w karierze | Ogólnie w karierze | Ogólnie w karierze      | 82    | 13     | 0            | 0            | 4           | 1           | 13    | 6      | 3     | 0      | 102   | 20     |

### Reprezentacyjne
| Reprezentacja      | Rok     | Mecze | Bramki |
| ------------------ | ------- | ----- | ------ |
| Nowa Zelandia U-20 |         |       |        |
| 2014               | 2       | 1     |        |
| 2015               | 4       | 2     |        |
| 2016               | 4       | 1     |        |
| 2017               | 2       | 0     |        |
| Ogólnie            | Ogólnie | 12    | 4      |
| Nowa Zelandia U-23 |         |       |        |
| 2015               | 4       | 0     |        |
| 2019               | 5       | 3     |        |
| Ogólnie            | Ogólnie | 9     | 3      |
| Nowa Zelandia      |         |       |        |
| 2015               | 3       | 0     |        |
| 2016               | 3       | 0     |        |
| 2017               | 7       | 0     |        |
| 2018               | 2       | 0     |        |
| Ogólnie            | Ogólnie | 15    | 0      |

| Mecze i gole w reprezentacji | Mecze i gole w reprezentacji | Mecze i gole w reprezentacji | Mecze i gole w reprezentacji | Mecze i gole w reprezentacji | Mecze i gole w reprezentacji | Mecze i gole w reprezentacji | Mecze i gole w reprezentacji |
| Nowa Zelandia U-20           | Nowa Zelandia U-20           | Nowa Zelandia U-20           | Nowa Zelandia U-20           | Nowa Zelandia U-20           | Nowa Zelandia U-20           | Nowa Zelandia U-20           | Nowa Zelandia U-20           |
| Lp.                          | Data                         | Miejsce                      | Gospodarz                    | Gość                         | Wynik                        | Gol                          | Rozgrywki                    |
| ---------------------------- | ---------------------------- | ---------------------------- | ---------------------------- | ---------------------------- | ---------------------------- | ---------------------------- | ---------------------------- |
| 1.                           | 04.05.2014                   | Auckland                     | Nowa Zelandia U-20           | Fidżi U-20                   | 5:0                          | Gol                          | Mecz towarzyski              |
| 2.                           | 06.05.2014                   | Auckland                     | Nowa Zelandia U-20           | Fidżi U-20                   | 4:1                          |                              | Mecz towarzyski              |
| 3.                           | 24.05.2015                   | Auckland                     | Nowa Zelandia U-20           | Austria U-20                 | 2:4                          | Gol                          | Mecz towarzyski              |
| 4.                           | 30.05.2015                   | Auckland                     | Nowa Zelandia U-20           | Ukraina U-20                 | 0:0                          |                              | MŚ U-20 2015                 |
| 5.                           | 02.06.2015                   | Auckland                     | Nowa Zelandia U-20           | Stany Zjednoczone U-20       | 0:4                          |                              | MŚ U-20 2015                 |
| 6.                           | 05.06.2015                   | Wellington                   | Mjanma U-20                  | Nowa Zelandia U-20           | 1:5                          | Gol                          | MŚ U-20 2015                 |
| 7.                           | 03.09.2016                   | Luganville                   | Nowa Zelandia U-20           | Wyspy Cooka U-20             | 3:0                          |                              | Mistrzostwa OFC U-20 2016    |
| 8.                           | 06.09.2016                   | Luganville                   | Tahiti U-20                  | Nowa Zelandia U-20           | 1:4                          | Gol                          | Mistrzostwa OFC U-20 2016    |
| 9.                           | 13.09.2016                   | Luganville                   | Nowa Zelandia U-20           | Nowa Kaledonia U-20          | 3:1                          |                              | Mistrzostwa OFC U-20 2016    |
| 10.                          | 17.09.2016                   | Port Vila                    | Nowa Zelandia U-20           | Vanuatu U-20                 | 5:0                          |                              | Mistrzostwa OFC U-20 2016    |
| 11.                          | 22.05.2017                   | Cheonan                      | Wietnam U-20                 | Nowa Zelandia U-20           | 0:0                          |                              | MŚ U-20 2017                 |
| 12.                          | 25.05.2017                   | Cheonan                      | Nowa Zelandia U-20           | Honduras U-20                | 3:1                          |                              | MŚ U-20 2017                 |
| Nowa Zelandia U-23           |                              |                              |                              |                              |                              |                              |                              |
| Lp.                          | Data                         | Miejsce                      | Gospodarz                    | Gość                         | Wynik                        | Gol                          | Rozgrywki                    |
| 1.                           | 03.07.2015                   | Port Moresby                 | Nowa Zelandia U-23           | Wyspy Salomona U-23          | 2:0                          |                              | el. IO 2015                  |
| 2.                           | 05.07.2015                   | Port Moresby                 | Papua-Nowa Gwinea U-23       | Nowa Zelandia U-23           | 0:1                          |                              | el. IO 2015                  |
| 3.                           | 07.07.2015                   | Port Moresby                 | Nowa Kaledonia U-23          | Nowa Zelandia U-23           | 0:5                          |                              | el. IO 2015                  |
| 4.                           | 10.07.2015                   | Port Moresby                 | Nowa Zelandia U-23           | Vanuatu U-23                 | 0:3                          |                              | el. IO 2015                  |
| 5.                           | 21.09.2019                   | Suva                         | Samoa U-23                   | Nowa Zelandia U-23           | 1:6                          |                              | el. IO 2019                  |
| 6.                           | 24.09.2019                   | Suva                         | Nowa Zelandia U-23           | Samoa Amerykańskie U-23      | 12:0                         | Gol · Gol                    | el. IO 2019                  |
| 7.                           | 27.09.2019                   | Suva                         | Nowa Zelandia U-23           | Wyspy Salomona U-23          | 4:2                          | Gol                          | el. IO 2019                  |
| 8.                           | 02.10.2019                   | Lautoka                      | Nowa Zelandia U-23           | Fidżi U-23                   | 6:1                          |                              | el. IO 2019                  |
| 9.                           | 05.10.2019                   | Lautoka                      | Nowa Zelandia U-23           | Wyspy Salomona U-23          | 5:0                          |                              | el. IO 2019                  |
| Nowa Zelandia                |                              |                              |                              |                              |                              |                              |                              |
| Lp.                          | Data                         | Miejsce                      | Gospodarz                    | Gość                         | Wynik                        | Gol                          | Rozgrywki                    |
| 1.                           | 31.03.2015                   | Seul                         | Korea Południowa             | Nowa Zelandia                | 1:0                          |                              | Mecz towarzyski              |
| 2.                           | 07.09.2015                   | Rangun                       | Mjanma                       | Nowa Zelandia                | 1:1                          |                              | Mecz towarzyski              |
| 3.                           | 12.11.2015                   | Maskat                       | Oman                         | Nowa Zelandia                | 0:1                          |                              | Mecz towarzyski              |
| 4.                           | 09.10.2016                   | Nashville                    | Meksyk                       | Nowa Zelandia                | 2:1                          |                              | Mecz towarzyski              |
| 5.                           | 11.10.2016                   | Waszyngton                   | Stany Zjednoczone            | Nowa Zelandia                | 1:1                          |                              | Mecz towarzyski              |
| 6.                           | 12.11.2016                   | Auckland                     | Nowa Zelandia                | Nowa Kaledonia               | 2:0                          |                              | el. MŚ 2018                  |
| 7.                           | 25.03.2017                   | Lautoka                      | Fidżi                        | Nowa Zelandia                | 0:2                          |                              | el. MŚ 2018                  |
| 8.                           | 28.03.2017                   | Wellington                   | Nowa Zelandia                | Fidżi                        | 2:0                          |                              | el. MŚ 2018                  |
| 9.                           | 02.06.2017                   | Belfast                      | Irlandia Północna            | Nowa Zelandia                | 1:0                          |                              | Mecz towarzyski              |
| 10.                          | 21.06.2017                   | Soczi                        | Meksyk                       | Nowa Zelandia                | 2:1                          |                              | Puchar Konfederacji 2017     |
| 11.                          | 24.06.2017                   | Petersburg                   | Nowa Zelandia                | Portugalia                   | 0:4                          |                              | Puchar Konfederacji 2017     |
| 12.                          | 11.11.2017                   | Wellington                   | Nowa Zelandia                | Peru                         | 0:0                          |                              | el. MŚ 2018                  |
| 13.                          | 16.11.2017                   | Lima                         | Peru                         | Nowa Zelandia                | 2:0                          |                              | el. MŚ 2018                  |
| 14.                          | 24.03.2018                   | San Pedro del Pinatar        | Kanada                       | Nowa Zelandia                | 1:0                          |                              | Mecz towarzyski              |
| 15.                          | 05.06.2018                   | Mumbaj                       | Tajwan                       | Nowa Zelandia                | 0:1                          |                              | Mecz towarzyski              |

## Sukcesy

### Auckland City
- Wicemistrzostwo Nowej Zelandii (2×): 2015/2016, 2016/2017
- Liga Mistrzów OFC (2×): 2016, 2018
- Mistrzostwo Nowej Zelandii (1×): 2019/2020

### Reprezentacyjne

#### Nowa Zelandia U-20
- Mistrzostwa Oceanii U-20 (1×): 2016